# 濱崎秀
濱崎 秀（はまざき ひで、1882年（明治10年）９月 - 没年不明）は、日本の実業家。
共同酒造、江田醸造研究所各株式会社常務取締役、大倉恒吉商店（現・月桂冠）株式会社取締役。

## 人物
青森県士族、青木庄睛の六男として生まれる。1896年（明治29年）、濱崎芳雄の養子となり、1907年（明治40年）家督を相続する。同年東京帝国大学農科大農芸化学科を卒業後、大蔵省醸造試験所の技官・鹿又親氏の斡旋で、当時醸造業の近代化を目指していた大倉酒造11代目の当主・大倉恒吉が設立した大倉酒造研究所に入所。伏見醸友会の初代会長を勤める。